# Scinax brieni
Scinax brieni es una especie de anfibios de la familia Hylidae. Es endémica de Brasil.
Sus hábitats naturales incluyen bosques tropicales o subtropicales secos y a baja altitud, montanos secos, ríos, marismas de agua dulce, tierra arable, pastos, plantaciones, jardines rurales, áreas urbanas, zonas previamente boscosas ahora muy degradadas, estanques, tierras de irrigación, zonas agrícolas inundadas, canales y diques.